# Corps Marchia Halle
Corps Marchia Halle hießen drei Corps im Hallenser Senioren-Convent an der Friedrichs-Universität Halle.

## Marchia (I)
Marchia (I) wurde um Ostern 1791 gestiftet und gliederte sich schon in einen inneren und äußeren Kreis, wie es die modernen Corps heute noch tun. Wie angesehen und toleriert die Kränzchen zu dieser Zeit waren lässt sich gut erahnen, wenn man sich vor Augen führt, dass Marchia 1794 Vertreter nach Berlin entsandte, um mit dem Kultusminister über das bevorstehende Universitätsjubiläum zu verhandeln. Ein frühes Mitglied der Marchia war Christian Friedrich Bernhard Augustin, der Verfasser der vielzitierten „Bemerkungen eines Akademikers über Halle und dessen Bewohner in Briefen nebst einem Anhange“, Germanien 1795.
Die Stimmung änderte sich in den folgenden Jahren und so musste auch Marchia durch das am 8. März 1796 erlassene Verbot aller Kränzchen am 31. März suspendieren.
Das Kränzchen wurde am 5. September 1799 mit den Farben orange-weiß und den Wahlsprüchen „Freundschaft, Moral, Würde“, sowie "Succurrere cadenti" rekonstituiert. Im wahrscheinlich zwischen 1799 und 1801 geschlossenen Kartellvertrag der alten Hallenser Kränzchen werden Marchia die Rekrutierungsgebiete Kur-, Neumark und Brandenburg zugesprochen. Am 26. Januar 1802 wurde Marchia wie die anderen Kränzchen erneut verboten, nachdem sie der Aufforderung zur Selbstanzeige vom 3. November 1801 nachgekommen war und insgesamt 65 Mitglieder gemeldet hatte. Schon wenige Monate später rekonstituierte sie am 24. November und beteiligte sich am 13. März 1803 am Duell bei Reideburg, bei dem ihr Senior Oppen das dritte Glied stellte und nach einem Schmiss im Gesicht noch drei weitere Verwundungen erhielt. Als die als Hochburg des Pietismus bekannte, zweitälteste Universität Preußens durch Napoleon am 19. Oktober 1806 aufgelöst wurde, suspendierten auch alle Kränzchen.
Nach der Wiedereröffnung der Universität bestanden zunächst nur Saxonia und Guestphalia, bevor Marchia im Sommer 1811 durch ehemalige Mitglieder der „Res Publica“ mit den Farben orange-weiß-gold (ohne Perkussion) rekonstituiert wurde.
Über drei von Friedrich Ludwig Jahn entsandte Studenten, die für ihn die Stimmung für ein nach seinen Plänen zu errichtendes Freikorps ergründen sollten, kamen die Märker unter Führung ihres Mitglieds David Christian Hoffbauer in Kontakt mit der Befreiungsbewegung. Auf einen geheimen Brief hin machten sie sich schon am 13. Februar 1813 geschlossen zu Fuß auf den Weg nach Breslau, um sich dem Lützower Freikorps anzuschließen. Damit war Marchia faktisch suspendiert. Im Anschluss an die Befreiungskriege schlossen sich die rückkehrenden Mitglieder der am 11. Januar 1814 im urburschenschaftlichen Sinn gestifteten Teutonia an.

## Marchia (II)

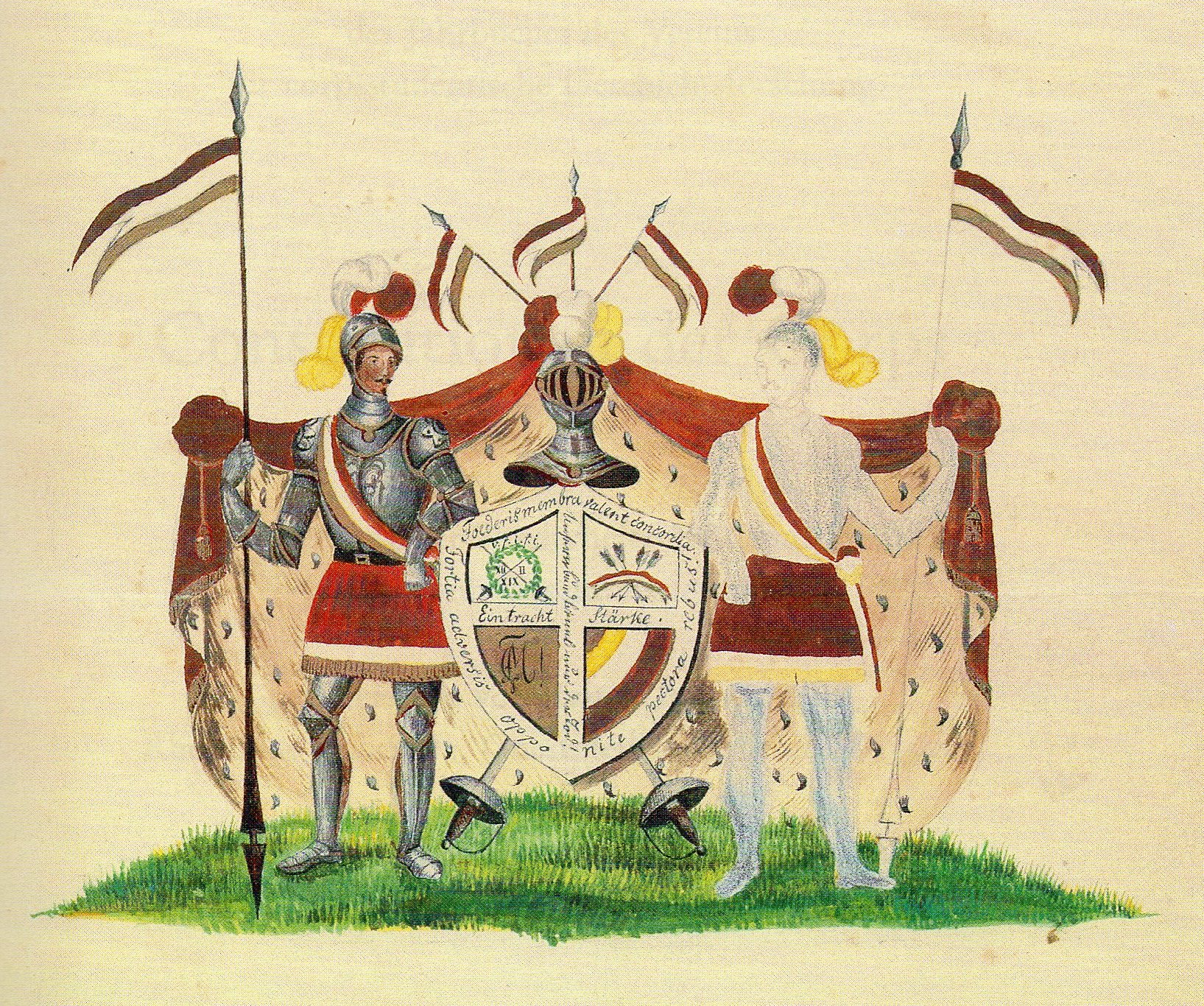
Wappen der Marchia (II) mit Stiftungsdatum 12. Februar 1819

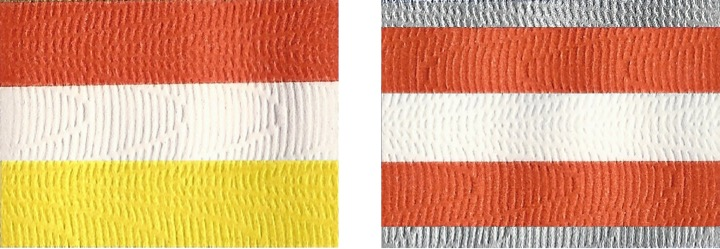
Corpsburschen- und Fuchsenfarben der Marchia (II)

Kurz bevor sich die urburschenschaftliche Teutonia am 14. Februar 1819 selbst auflöste, wurde Marchia (II) am 12. Februar gestiftet. Der bei Wilhelm Fabricius angegebene 14. Februar ist nicht korrekt, wie die 1819 geschriebene Konstitution, das älteste bekannte Wappen und ein Untersuchungsergebnis der Behörden von 1833 zeigen. Die Farben waren zunächst orange-gold-weiß bzw. orange-gelb-weiß, später orange-weiß-gelb (ohne Perkussion), die Fuchsenfarben orange-weiß-orange mit breiter silberner Perkussion und der Wahlspruch "Foederis membra valent concordia".
Marchia trat bald dem am 15. Februar 1819 zwischen Pomerania (II) und Guestphalia geschlossenen Kartellvertrag bei. Die Verfolgung der Behörden führte jedoch nach einer Schlägerei zwischen Studenten und Halloren schon am 20. Juni zur Suspension des Senioren-Convents.
Marchia rekonstituierte Mitte November 1820 und beschloss gemeinsam mit Saxonia, Thuringia und Pomerania wenige Tage darauf einen neuen SC-Comment. Weitere Rekonstitutionen sind für den 4. Januar 1822 und den 16. Dezember 1824 belegt, nachdem sich Marchia um den Jahreswechsel 1823/24 aufgelöst hatte. Aufgrund der starken Verfolgung der Verbindungen durch die Behörden sind Suspensionen zu dieser Zeit in Halle nichts Ungewöhnliches. Fraglich ist dabei jedes Mal, ob die betreffende Verbindung tatsächlich suspendierte, oder im Geheimen fortbestand.
Anfänglich haben Convente in Kröllwitz im Apollogarten stattgefunden, und Anfang der 1830er Jahre kneipte Marchia im goldenen Adler in Glaucha. Nachdem im Jahre 1834 eine Untersuchung der Behörden die Existenz der Marchia ergab, suspendierte sie etwa im Herbst 1835. Ein Mitglied war der Schriftsteller August Jäger. Marchia und Franconia Jena sollen das älteste Kartell begründet haben. Die beiden Corps hatten neun gemeinsame Corpsbrüder. Marchias Constitution wird im Archiv von Franconia Jena verwahrt.

## Marchia (III)
Marchia (III) wurde am 11. Februar 1838 aus den sogenannten „Kannibalen“ heraus gestiftet. Die Farben waren orange-weiß-gelb mit goldener Perkussion, die Fuchsenfarben orange-weiß-orange, der Wahlspruch "Vir fortis contemnit mortem" und das Wappen wurde von Marchia (II) übernommen. Anfang März 1841 berichtet der Polizeiinspektor Hesse, dass die Marchia etwa 14 Mann stark sei und bei Wohlfarth kneipe. Weiter sagte er, es seien die liederlichsten, die man stets im Rausche und zu allem Unfug geneigt sehe.
Viele Mitglieder kamen aus alten Familien und waren Juristen im Staatsdienst. Fraglos war Marchia III ein preußisch-aristokratisches Corps; es stand im Kartell mit Saxonia Göttingen, Pomerania, Franconia Jena und Neoborussia Berlin. Mit Saxo-Borussia hatte Marchia achtzehn, mit Saxonia Göttingen acht gemeinsame Corpsbrüder. Das Kartell mit den Sachsen wurde nie aufgehoben und besteht formal noch heute. Obwohl es in Halle drei ältere Corps gab, leitete Marchia 1849 und 1857 den Congress des 1848 gegründeten Kösener Senioren-Convents-Verbandes.
Wie die Königsberger Silber-Litthauer und die Breslauer Märker litten die Hallenser Märker an den Auswirkungen der preußischen Heeresvermehrung: Der gewünschte Nachwuchs blieb aus, weil die Preußische Armee immer größer wurde und dem Adel glänzende Perspektiven bot. Marchia (III) hatte 224 Mitglieder und suspendierte am 9. Mai 1866. In den letzten Jahren ihres Bestehens kneipte Marchia im Hotel zu den drei Schwänen (spätestens ab 1860) und zuletzt im Gasthaus Rosenthal (1865).

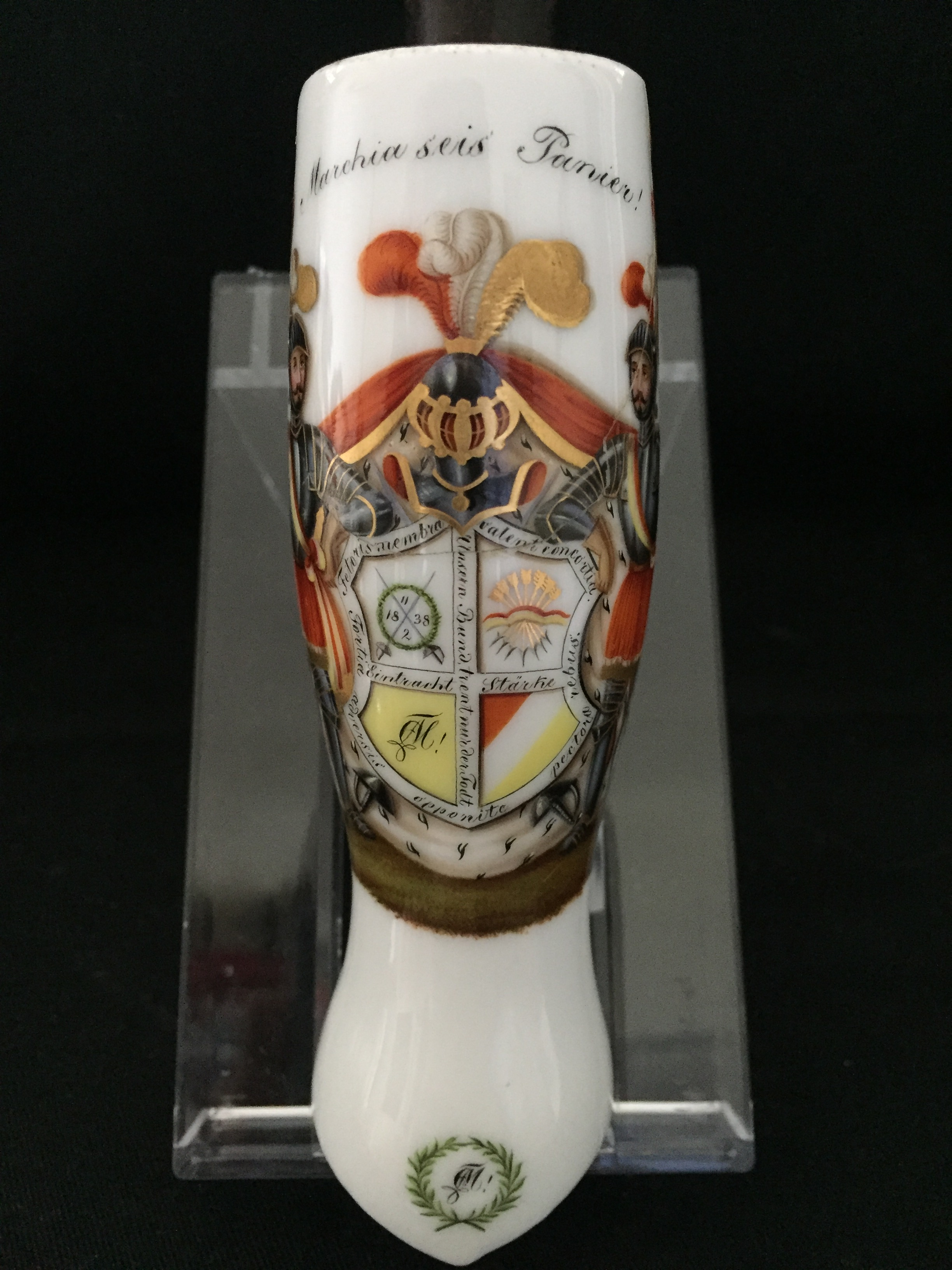
Pfeifenkopf der Marchia (1855)
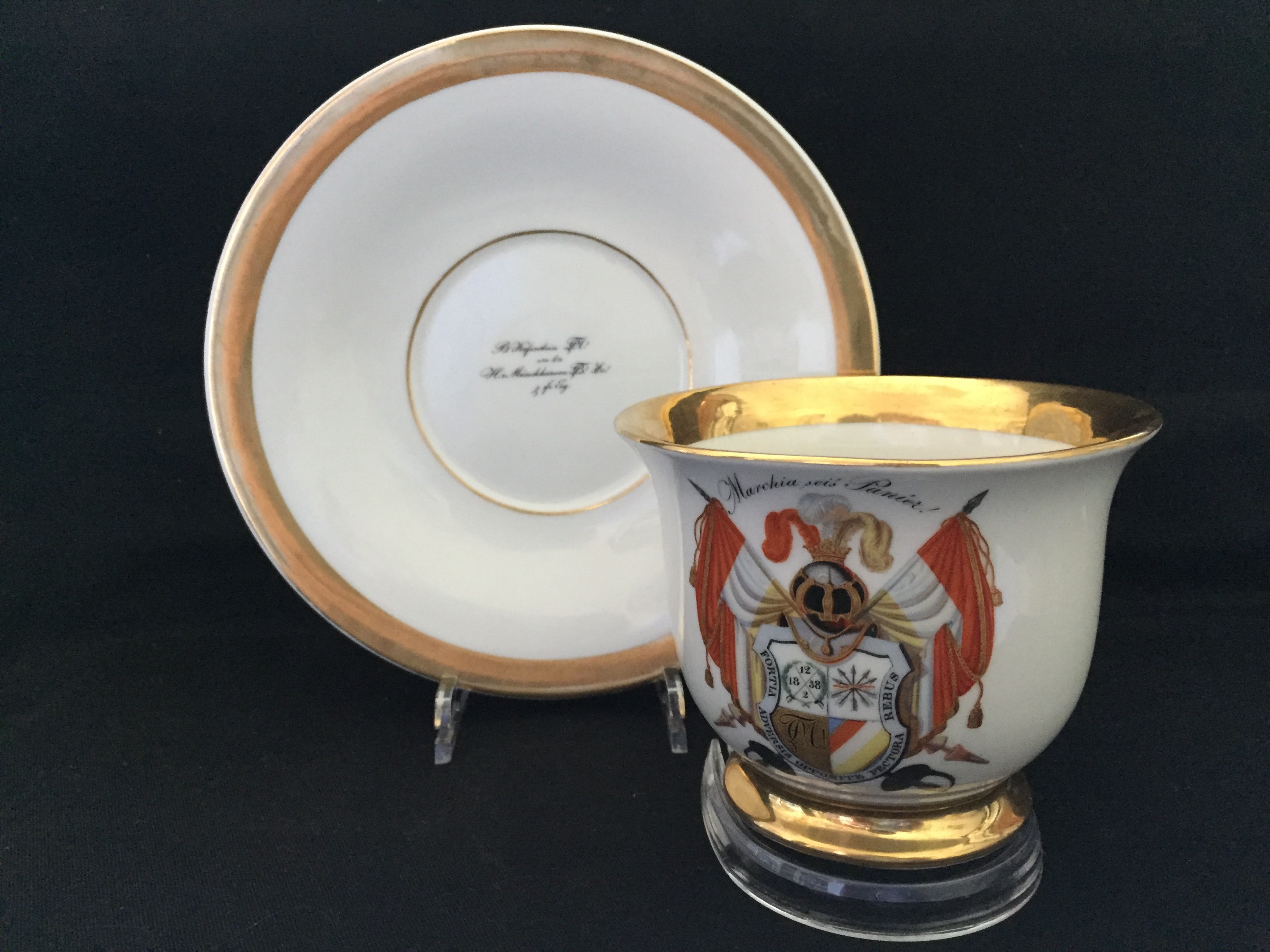
Schokoladentasse mit Fahnenwappen der Marchia (III), dediziert um 1861
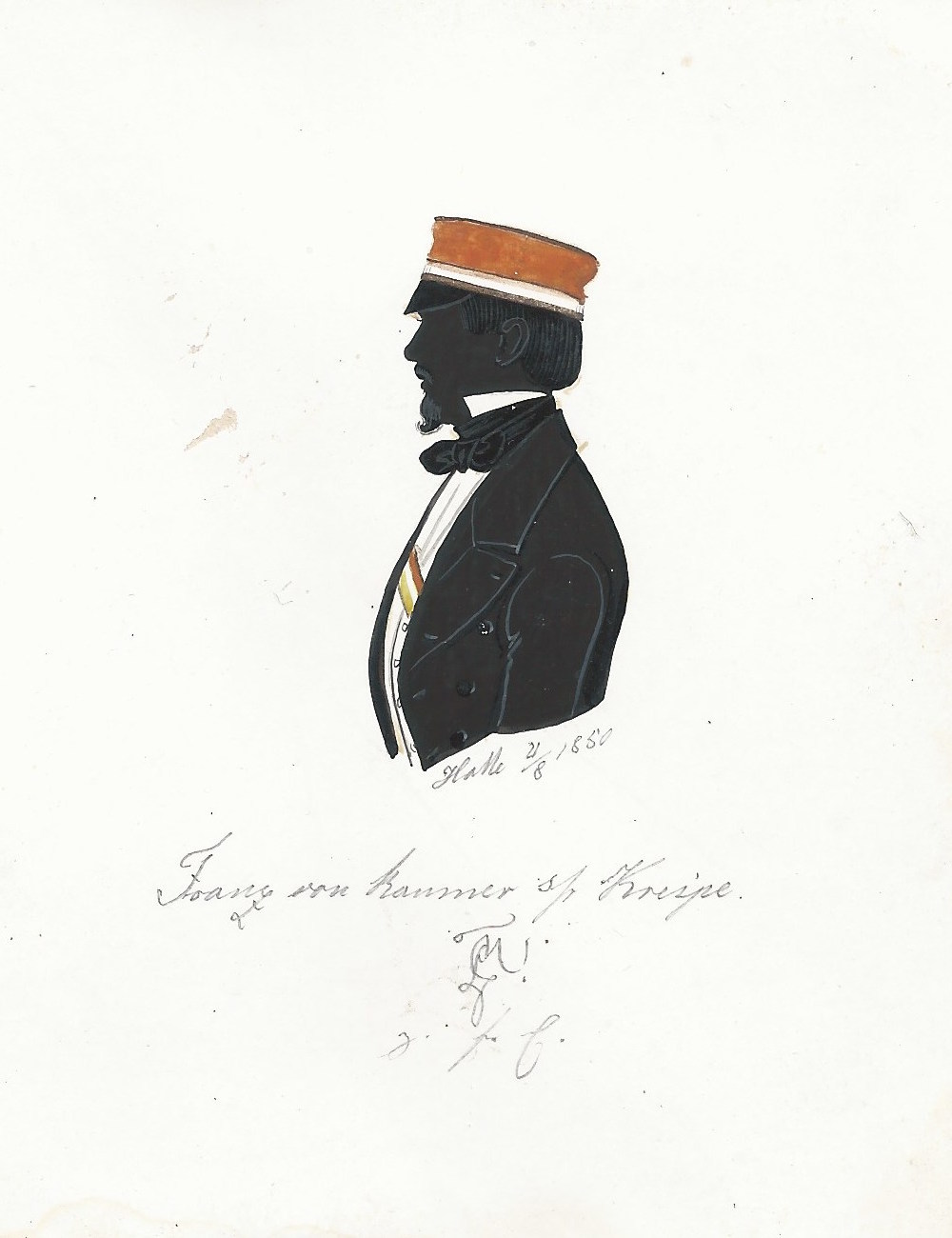
Franz von Raumer (Nr. 192) mit oranger Mütze
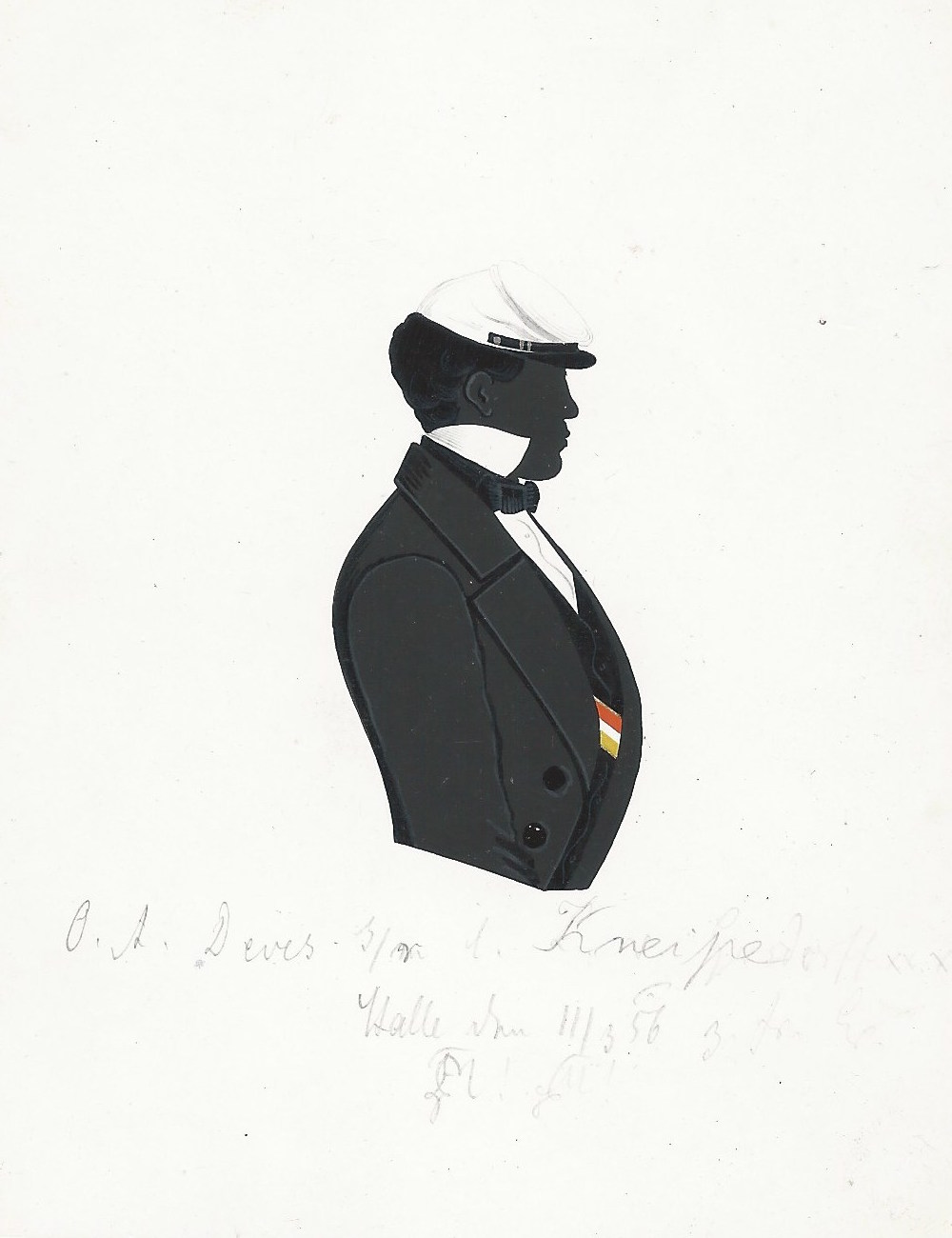
Albin Deves (Nr. 245) mit weißem Stürmer

## Hallenser Märker
In alphabetischer Reihenfolge:

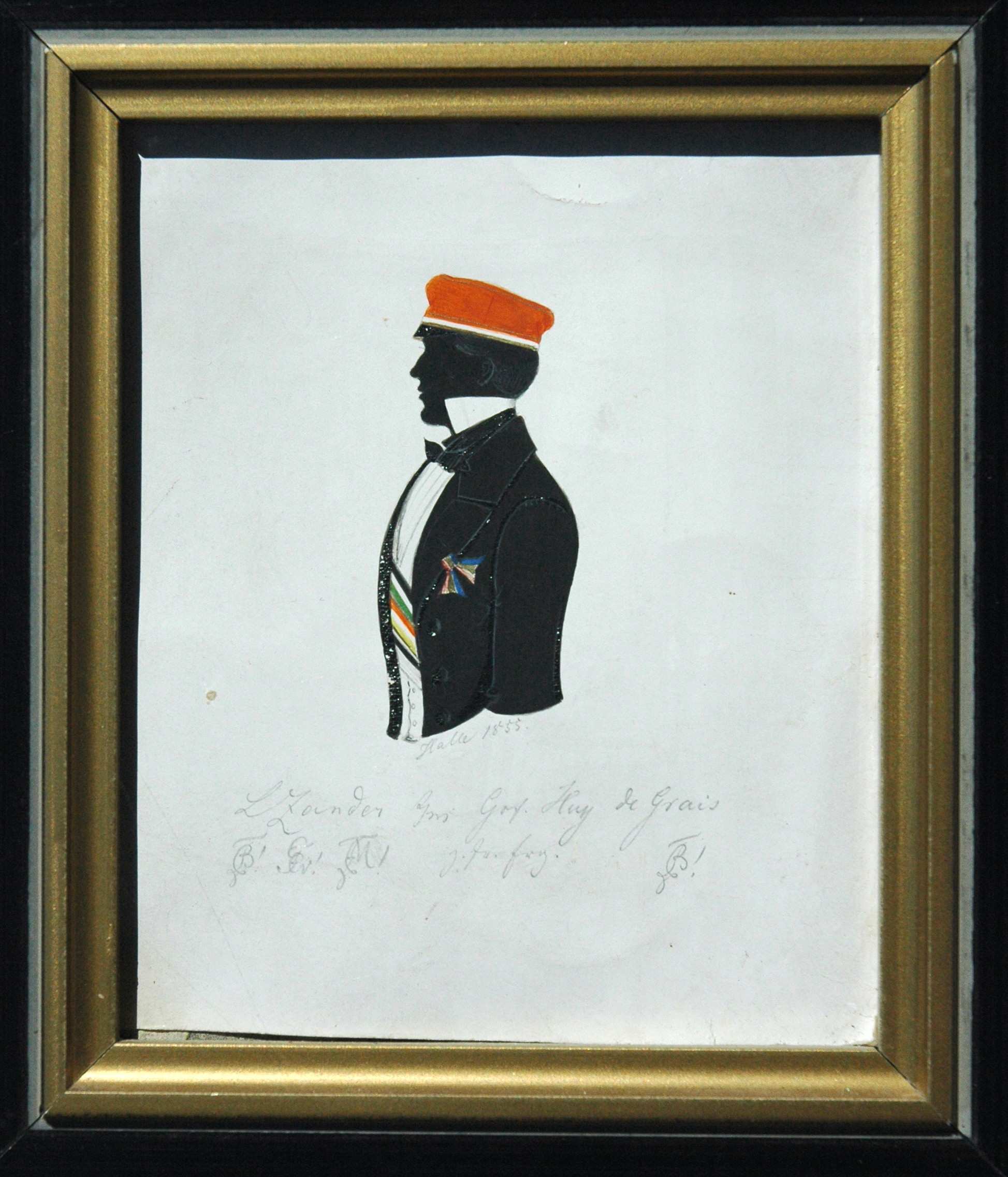
Leonhard Zander (1855)

- Reinold Aßmann (1822–1917), Landgerichtsdirektor, MdHdA, MdR
- Hans Hermann Behr (1818–1904), Arzt und Botaniker in San Francisco
- Hermann von Brandt (1828–1902), Landrat der Kreise Lyck und Danzig, Polizeipräsident von Hannover
- Arthur von Breitenbuch (1831–1909), Burgherr, Landrat
- Otto von Bülow (1827–1901),  Gesandter
- August Colberg (1829–1868), Pathologe in Kiel
- Karl Colberg (1828–1882), Oberlandesgerichtsrat, MdHdA
- Friedrich von Carmer-Borne (1827–1885), MdHH
- Adolf Frank von Fürstenwerth (1833–1893), Regierungspräsident der Hohenzollernschen Lande
- Heinrich Graeff (1800–1861), Rechtsanwalt, MdHdA
- Ludwig Helf (1837–1918), Reichsgerichtsrat
- Walther Jentzsch (1833–1916), Landrat, Ehrenbürger von Paderborn
- Wilhelm von Kardorff (1828–1907), Wirtschaftsverbündeter Bismarcks
- Friedrich von Koenen (1836–1899), Landrat
- Bernhard Friedrich von Krosigk (1837–1912), Generalmajor, MdHdA
- Wilhelm Friedrich Ernst von Krosigk (1829–1889), Kreisdirektor in Ballenstedt
- Albert von Levetzow (1827–1903), Reichstagspräsident
- Otto von Manteuffel (1844–1913), Präsident des Preußischen Herrenhauses
- Karl Ludolf Menzzer (1816–1893), Philologe und Naturphilosoph in Halberstadt
- Otto Nasemann (1821–1895), Philologe und Gymnasialdirektor
- Nachmann Nathan (1813–1894), Arzt, Mitglied des Oldenburgischen Landtags
- Leon Negruzzi (1840–1890), rumänischer Literat
- Adolf von Nickisch-Rosenegk (1836–1895), Landrat in Düsseldorf und Saatzig, MdHdA
- Christian Heinrich Plaß (1812–1878), Mitglied der Frankfurter Nationalversammlung
- Ludwig Curt von Ponickau (vor 1856–1880), Landrat
- Bernhard von Richthofen (1836–1895), Polizeipräsident von Berlin
- Hermann Roehrig (1836–1927), Landrat, MdHdA
- Werner von Rundstedt (1833–1909), Major, Rittergutsbesitzer, MdHdA
- Gustav von Scheele (1844–1925), Landrat in Schildberg, Kempen und Ostrowo
- Eugen von Selchow (1828–1897), Rittergutsbesitzer, Landrat in Ratibor, MdHdA
- Reinhold Solger (1817–1866), exilierter Demokrat, Historiker in Westpoint, Staatssekretär im US-amerikanischen Schatzministerium
- Hugo Solger (1818–1898), Landrat in Beuthen, MdHdA
- Otto Stavenhagen (1831–1874), Landrat, MdR
- Otto Stielow (1831–1908), Landrat in Quedlinburg
- Gustav von Stumpfeldt (1838–1893), Landrat der Kreise Kulm und Briesen
- Otto Tellemann (1833–1877), Landrat des Landkreises Naumburg
- August Tuchen († 1879), Begründer des Corps Desperatia relegierter Studenten auf Rügen, 1834[27]
- Richard von Volkmann (1830–1889), Chirurg
- Karl Georg Zachariae von Lingenthal (1842–1907), Rittergutsbesitzer, MdHdA
- Leonhard Zander (1833–1890), Reformer des KSCV
- Georg von Zedlitz-Neukirch (1846–1898), Rittergutsbesitzer, Landrat in Schönau an der Katzbach